# Teoria del lavoro socialmente necessario
La teoria del lavoro socialmente necessario è la parte della teoria marxiana del valore che intende spiegare quel processo di livellamento dei valori delle merci dello stesso tipo. Questo processo di livellamento, inoltre, spinge i produttori di una stessa branca di produzione a uniformare le tecnologie e i metodi produttivi. Sulla base della teoria marxista del feticismo della merce, il meccanismo di distribuzione del lavoro sociale dell'economia mercantile agisce solo sulle merci - appiccicandogli un feticcio, il valore - e necessariamente devono essere tipizzate; dunque un valore unico di mercato per ogni tipo di merce: esso agisce come se tutti i produttori di una determinata merce impiegassero lo stesso tempo di lavoro. Tuttavia, nella realtà, Marx nota che non è così: vi sono lavoratori più o meno precisi, più o meno veloci, più o meno abili nella produzione della stessa merce.
Nonostante ciò, però, il mercato attribuisce lo stesso valore ai prodotti di differenti quantità (e qualità) di lavoro concreto. Questo livellamento ha l'effetto di far realizzare ai produttori più produttivi (le cui merci avrebbero un valore singolo più ridotto di quello di mercato) un sovrapprofitto, mentre i produttori più pigri ricavano meno dell'equivalente che la società attribuisce alle ore di lavoro che hanno effettivamente svolto; questo nel capitalismo è l'incentivo maggiore al progresso tecnico, alla riduzione costante del valore delle merci sotto quello di mercato. Per Marx il valore di mercato si stabilisce come risultato della concorrenza di un gran numero di venditori che producono in condizioni tecniche differenti, determinato in ultima istanza dal livello di produttività più diffusa in un dato mercato, quello che apporta la maggior massa di merci . La coincidenza dei valori sociali delle merci di un determinato settore e i prezzi di mercato di quelle merci corrisponde alla situazione di equilibrio all'interno del ramo produttivo.
Infine, guardando all'equilibrio complessivo della società, una variazione della forza produttiva media del lavoro in un dato settore, modificandone le condizioni di equilibrio rispetto agli altri a causa di sovrapprofitti/sottoprofitti, modifica insieme le dimensioni del lavoro socialmente necessario per la produzione di quelle merci e il relativo valore. Ad esempio, supponiamo la condizione di equilibrio fra le branche della produzione (dunque la vendita delle merci ai loro valori-lavoro) e che il settore tessile venda merci per un miliardo di sterline, corrispondenti ad un milione di ore-lavoro come tempo di lavoro socialmente necessario alla produzione tessile. Ammettiamo che si verifichi un raddoppio delle forze produttive del settore; si verificherà allora un aumento della produzione tale da continuare la stessa produzione di prima con la metà del lavoro (nuovo lavoro socialmente necessario, pari a mezzo milione di ore-lavoro), pur continuando a trarre dal mercato un miliardo di sterline. Questo extra-guadagno rispetto al lavoro effettivamente contenuto spingerà gli altri produttori a impiegare il loro lavoro nel settore tessile, fintanto che la concorrenza livellerà i prezzi al nuovo valore, in totale a mezzo miliardo di sterline, corrispondente al nuovo tempo di lavoro socialmente necessario: mezzo milione di ore-lavoro.